# Fauillet
Fauillet est une commune du Sud-Ouest de la France, située dans le département de Lot-et-Garonne (région Nouvelle-Aquitaine).

## Géographie

### Localisation
Commune située à 2 km au nord-ouest de Tonneins, près de la confluence du Tolzac avec la Garonne.

### Communes limitrophes
Les communes limitrophes sont  Fauguerolles, Gontaud-de-Nogaret, Lagruère, Sénestis, Tonneins et Varès.
| Fauguerolles | Gontaud-de-Nogaret |          |
| Sénestis     | Fauillet           | Varès    |
|              | Lagruère           | Tonneins |

### Climat
Le climat qui caractérise la commune est qualifié, en 2010, de « climat du Bassin du Sud-Ouest », selon la typologie des climats de la France qui compte alors huit grands types de climats en métropole. En 2020, la commune ressort du type « climat océanique altéré » dans la classification établie par Météo-France, qui ne compte désormais, en première approche, que cinq grands types de climats en métropole. Il s’agit d’une zone de transition entre le climat océanique et les climats de montagne et semi-continental. Les écarts de température entre hiver et été augmentent avec l'éloignement de la mer. La pluviométrie est plus faible qu'en bord de mer, sauf aux abords des reliefs.
Les paramètres climatiques qui ont permis d’établir la typologie de 2010 comportent six variables pour les températures et huit pour les précipitations, dont les valeurs correspondent à la normale 1971-2000. Les sept principales variables caractérisant la commune sont présentées dans l'encadré ci-après.
| Paramètres climatiques communaux sur la période 1971-2000 - Moyenne annuelle de température : 13,4 °C - Nombre de jours avec une température inférieure à −5 °C : 1,9 j - Nombre de jours avec une température supérieure à 30 °C : 9,2 j - Amplitude thermique annuelle : 15,6 °C - Cumuls annuels de précipitation : 730 mm - Nombre de jours de précipitation en janvier : 9,7 j - Nombre de jours de précipitation en juillet : 6,2 j |

Avec le changement climatique, ces variables ont évolué. Une étude réalisée en 2014 par la Direction générale de l'Énergie et du Climat complétée par des études régionales prévoit en effet que la  température moyenne devrait croître et la pluviométrie moyenne baisser, avec toutefois de fortes variations régionales. La station météorologique de Météo-France installée sur la commune et en service de 1992 à 2017 permet de connaître l'évolution des indicateurs météorologiques. Le tableau détaillé pour la période 1981-2010 est présenté ci-après.
| Mois                                  | jan.          | fév.          | mars         | avril           | mai          | juin          | jui.        | août          | sep.         | oct.          | nov.        | déc.           | année     |
| ------------------------------------- | ------------- | ------------- | ------------ | --------------- | ------------ | ------------- | ----------- | ------------- | ------------ | ------------- | ----------- | -------------- | --------- |
| Température minimale moyenne (°C)     | 2,8           | 2,7           | 4,6          | 7               | 11,1         | 14            | 15,3        | 15,3          | 11,8         | 9,9           | 5,2         | 2,9            | 8,6       |
| Température moyenne (°C)              | 6,5           | 7,4           | 10,3         | 12,8            | 17           | 20,1          | 21,7        | 21,9          | 18,2         | 15            | 9,3         | 6,4            | 13,9      |
| Température maximale moyenne (°C)     | 10,2          | 12,2          | 16           | 18,6            | 22,9         | 26,3          | 28,2        | 28,4          | 24,5         | 20            | 13,4        | 9,8            | 19,2      |
| Record de froid (°C) date du record   | −7,5 19.01.17 | −14 09.02.12  | −10 01.03.05 | −3,4 04.04.1996 | 1,4 06.05.02 | 5 01.06.06    | 8 16.07.12  | 6,5 31.08.10  | 3,3 25.09.02 | −4 31.10.1997 | −7 18.11.07 | −10,6 17.12.01 | −14 2012  |
| Record de chaleur (°C) date du record | 19 25.01.1995 | 23 15.02.1998 | 27 15.03.12  | 30,5 08.04.11   | 35 30.05.01  | 38,5 22.06.03 | 39 13.07.03 | 40,5 13.08.03 | 37 12.09.16  | 32,5 04.10.04 | 26 07.11.15 | 20,5 08.12.10  | 40,5 2003 |
| Précipitations (mm)                   | 60            | 46,8          | 48,4         | 75,2            | 72,6         | 65            | 53,7        | 64,6          | 66,8         | 65,6          | 76          | 68,4           | 763,1     |

## Urbanisme

### Typologie
Au 1er janvier 2024, Fauillet est catégorisée commune rurale à habitat dispersé, selon la nouvelle grille communale de densité à sept niveaux définie par l'Insee en 2022.
Elle appartient à l'unité urbaine de Tonneins, une agglomération intra-départementale regroupant deux  communes, dont elle est une commune de la banlieue,,. Par ailleurs la commune fait partie de l'aire d'attraction de Marmande, dont elle est une commune de la couronne,. Cette aire, qui regroupe 48 communes, est catégorisée dans les aires de 50 000 à moins de 200 000 habitants,.

### Occupation des sols

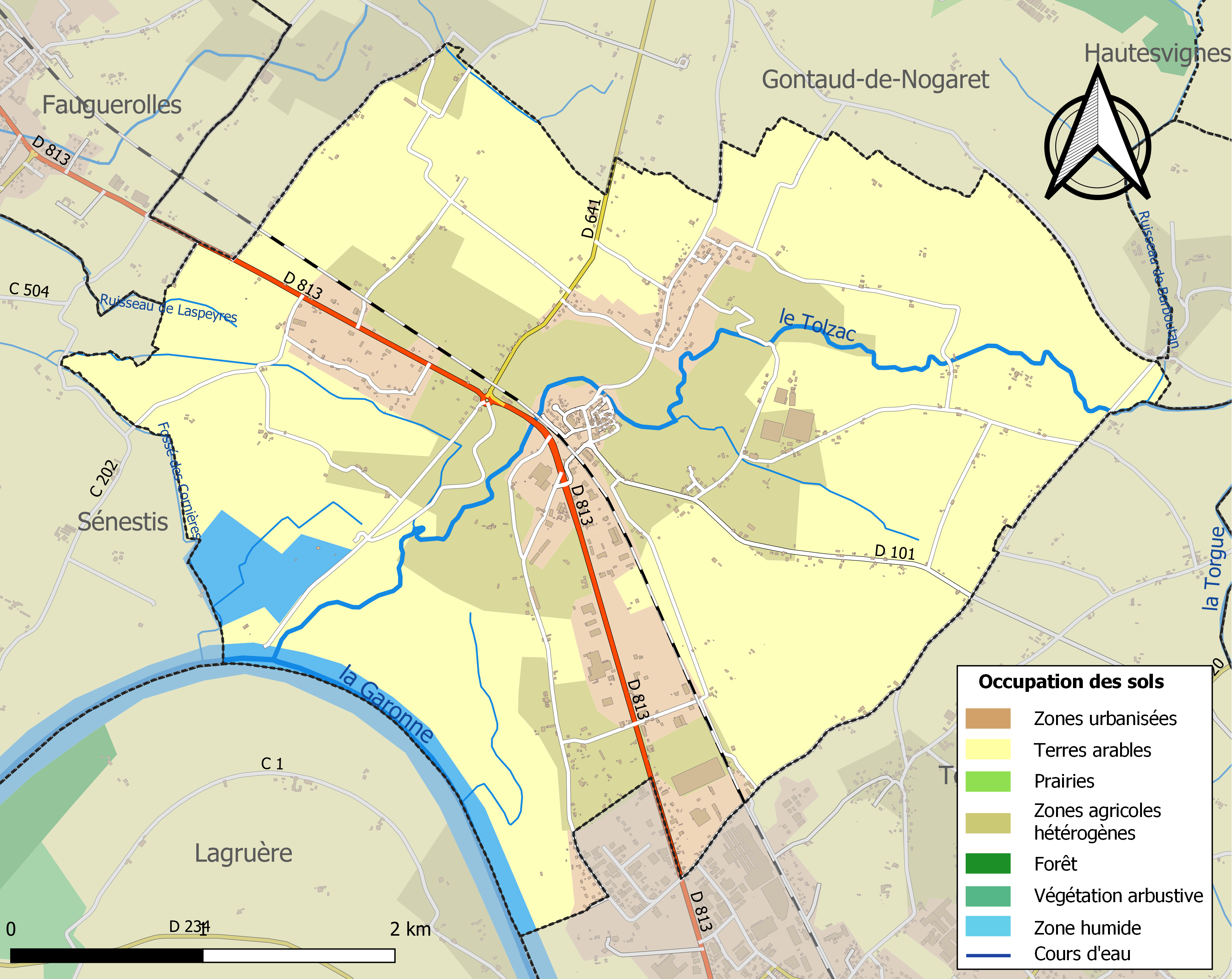
Carte des infrastructures et de l'occupation des sols de la commune en 2018 (CLC).

L'occupation des sols de la commune, telle qu'elle ressort de la base de données européenne d’occupation biophysique des sols Corine Land Cover (CLC), est marquée par l'importance des territoires agricoles (85,5 % en 2018), en diminution par rapport à 1990 (94,1 %). La répartition détaillée en 2018 est la suivante : 
terres arables (63,5 %), zones agricoles hétérogènes (22 %), zones urbanisées (6,7 %), zones industrielles ou commerciales et réseaux de communication (4,3 %), eaux continentales (3,5 %). L'évolution de l’occupation des sols de la commune et de ses infrastructures peut être observée sur les différentes représentations cartographiques du territoire : la carte de Cassini (XVIIIe siècle), la carte d'état-major (1820-1866) et les cartes ou photos aériennes de l'IGN pour la période actuelle (1950 à aujourd'hui).

### Risques majeurs
Le territoire de la commune de Fauillet est vulnérable à différents aléas naturels : météorologiques (tempête, orage, neige, grand froid, canicule ou sécheresse), inondations, mouvements de terrains et séisme (sismicité très faible). Il est également exposé à deux risques technologiques,  le transport de matières dangereuses et la rupture d'un barrage. Un site publié par le BRGM permet d'évaluer simplement et rapidement les risques d'un bien localisé soit par son adresse soit par le numéro de sa parcelle.

#### Risques naturels
La commune fait partie du territoire à risques importants d'inondation (TRI) de Tonneins et Marmande, regroupant 19 communes concernées par un risque de débordement de la Garonne, un des 18 TRI qui ont été arrêtés fin 2012 sur le bassin Adour-Garonne. Les événements antérieurs à 2014 les plus significatifs sont les crues de 1770, 1875, 1930 et 1952. Des cartes des surfaces inondables ont été établies pour trois scénarios : fréquent (crue de temps de retour de 10 ans à 30 ans), moyen (temps de retour de 100 ans à 300 ans) et extrême (temps de retour de l'ordre de 1 000 ans, qui met en défaut tout système de protection). La commune a été reconnue en état de catastrophe naturelle au titre des dommages causés par les inondations et coulées de boue survenues en 1982, 1983, 1993, 1999, 2009, 2019 et 2021,.
Les mouvements de terrains susceptibles de se produire sur la commune sont des tassements différentiels.

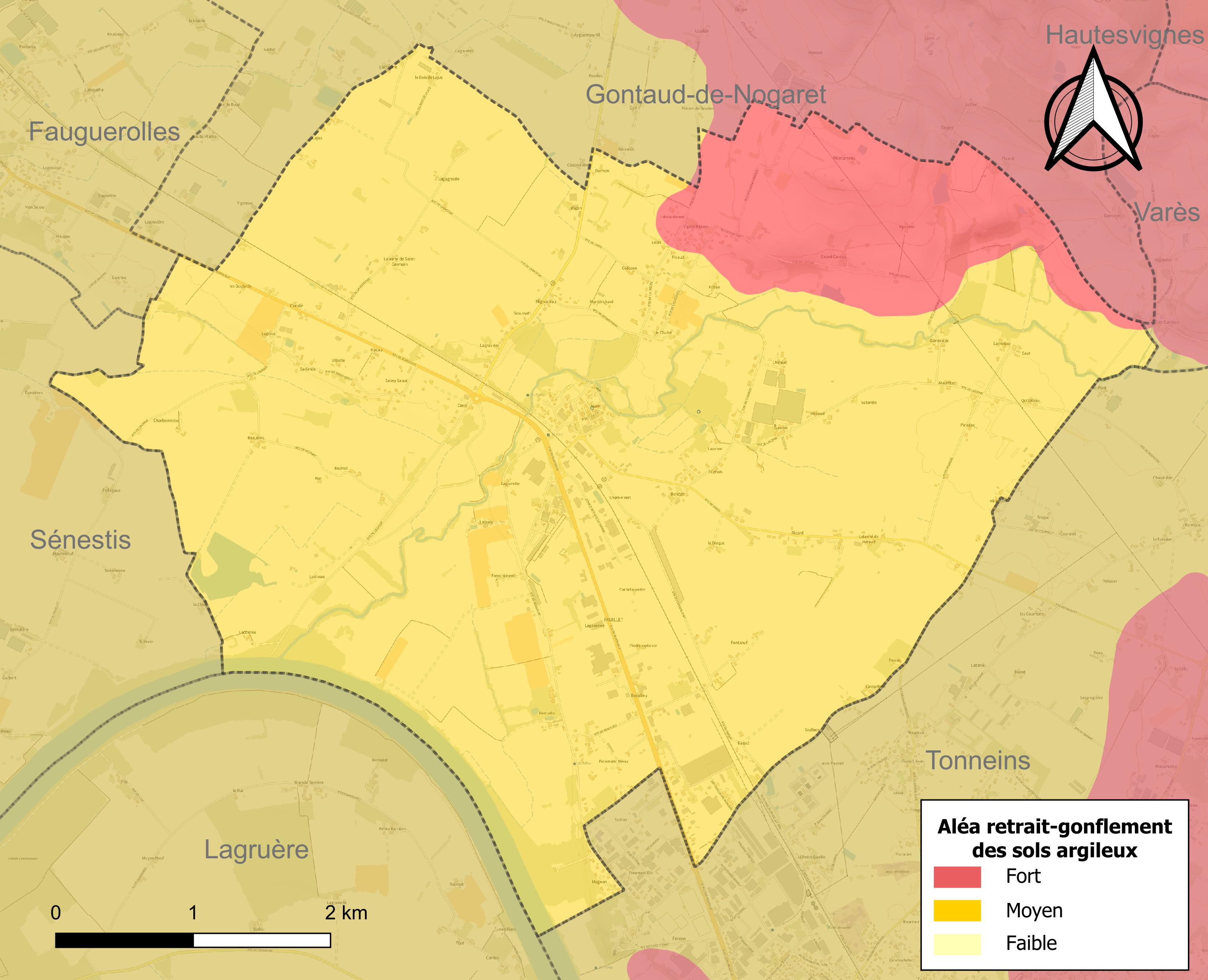
Carte des zones d'aléa retrait-gonflement des sols argileux de Fauillet.

Le retrait-gonflement des sols argileux est susceptible d'engendrer des dommages importants aux bâtiments en cas d’alternance de périodes de sécheresse et de pluie. La totalité de la commune est en aléa moyen ou fort (91,8 % au niveau départemental et 48,5 % au niveau national). Depuis le 1er octobre 2020, en application de la loi ELAN, différentes contraintes s'imposent aux vendeurs, maîtres d'ouvrages ou constructeurs de biens situés dans une zone classée en aléa moyen ou fort,.
Concernant les mouvements de terrains, la commune a été reconnue en état de catastrophe naturelle au titre des dommages causés par la sécheresse en 2009 et 2011 et par des mouvements de terrain en 1999.

#### Risque technologique
La commune est en outre située en aval des barrages de Grandval dans le Cantal et de Sarrans en Aveyron, des ouvrages de classe A. À ce titre elle est susceptible d’être touchée par l’onde de submersion consécutive à la rupture de cet ouvrage.

## Histoire
La commune est rattachée à celle de Tonneins du 1er janvier 1973 au 1er octobre 1987. Un odonyme local (Rue du 1er-Octobre-1987) commémore le rétablissement administratif de la commune.

## Politique et administration

### Liste des maires
| Période                                  | Période       | Identité           | Étiquette | Qualité                                                    |
| ---------------------------------------- | ------------- | ------------------ | --------- | ---------------------------------------------------------- |
| mai 1892                                 | 1903          | François Courtes   |           |                                                            |
| 1903                                     | décembre 1919 | Guillaume Régeau   |           |                                                            |
| décembre 1919                            | octobre 1947  | Pierre Laubie      |           |                                                            |
| octobre 1947                             | 1975          | Étienne Dubourg    |           |                                                            |
| 1975                                     | mars 1977     | Gérard Roumat      |           |                                                            |
| mars 1977                                | 1987          | Jacques Bissière   |           |                                                            |
| 1987                                     | mars 2008     | Jean-Claude Delsol |           |                                                            |
| mars 2008                                | mars 2014     | Michel Beltrame    |           | Agriculteur                                                |
| mars 2014                                | En cours      | Gilbert Dufourg    | DVD       | Agriculteur retraité, conseiller départemental depuis 2021 |
| Les données manquantes sont à compléter. |               |                    |           |                                                            |

### Politique environnementale
Dans son palmarès 2024, le Conseil national de villes et villages fleuris de France a attribué deux fleurs à la commune.

## Population et société

### Démographie
L'évolution du nombre d'habitants est connue à travers les recensements de la population effectués dans la commune depuis 1793. Pour les communes de moins de 10 000 habitants, une enquête de recensement portant sur toute la population est réalisée tous les cinq ans, les populations de référence des années intermédiaires étant quant à elles estimées par interpolation ou extrapolation. Pour la commune, le premier recensement exhaustif entrant dans le cadre du nouveau dispositif a été réalisé en 2006.

En 2022, la commune comptait 857 habitants, en évolution de +2,02 % par rapport à 2016 (Lot-et-Garonne : −0,18 %, France hors Mayotte : +2,11 %).
| 1793  | 1800 | 1806 | 1821 | 1831 | 1836  | 1841  | 1846  | 1851  |
| ----- | ---- | ---- | ---- | ---- | ----- | ----- | ----- | ----- |
| 1 173 | 611  | 608  | 660  | 935  | 1 115 | 1 127 | 1 157 | 1 140 |

| 1856  | 1861  | 1866  | 1872 | 1876 | 1881 | 1886 | 1891 | 1896 |
| ----- | ----- | ----- | ---- | ---- | ---- | ---- | ---- | ---- |
| 1 163 | 1 127 | 1 073 | 988  | 911  | 903  | 885  | 858  | 849  |

| 1901 | 1906 | 1911 | 1921 | 1926 | 1931 | 1936 | 1946 | 1954 |
| ---- | ---- | ---- | ---- | ---- | ---- | ---- | ---- | ---- |
| 804  | 833  | 815  | 757  | 732  | 715  | 731  | 716  | 826  |

| 1962 | 1968 | 1990 | 1999 | 2006 | 2011 | 2016 | 2021 | 2022 |
| ---- | ---- | ---- | ---- | ---- | ---- | ---- | ---- | ---- |
| 800  | 788  | 769  | 815  | 861  | 864  | 840  | 859  | 857  |

## Culture locale et patrimoine

### Lieux et monuments
- Église Saint-Jean-Baptiste de Fauillet[31].
- Ancienne Église Saint-Jean, près de Lagravette, première église de Fauillet[32].
- Moulin à eau sur le Tolzac[33].
- Ancienne mairie-halle, construite au milieu du XIXe siècle[34]